# Ramón Masats
Ramón Masats Tatera (17. března 1931 – 4. března 2024) byl španělský fotograf a filmař.

## Životopis
Masats se narodil 16. března 1931 v Caldes de Montbui a v roce 1953 se poprvé stal fotoreportérem a pracoval na La Rambla v Barceloně. Následující rok vstoupil do Real Sociedad Fotográfica(es). V roce 1957 nastoupil do Agrupació Fotogràfica de Catalunya(ca). Ten rok se přestěhoval do Madridu a přidal se ke skupinám Gaceta Ilustrada(es), Grupo fotográfico AFAL(es) a Arriba. V roce 1964 vydal svůj dokumentární film o Museo del Prado, který mu vynesl cenu na Taormina Film Festu.
Ramón Masats zemřel v Madridu dne 4. března 2024 ve věku 92 let.

## Ocenění
- Národní fotografická cena Španělska (2004)[5]